# Křenovice (ort i Tjeckien, Södra Mähren)
Křenovice är en ort i Tjeckien.   Den ligger i regionen Södra Mähren, i den sydöstra delen av landet, 200 km sydost om huvudstaden Prag. Křenovice ligger 204 meter över havet och antalet invånare är 1 738.
Terrängen runt Křenovice är huvudsakligen platt, men norrut är den kuperad. Křenovice ligger nere i en dal. Runt Křenovice är det ganska tätbefolkat, med 90 invånare per kvadratkilometer. Närmaste större samhälle är Brno, 17,1 km väster om Křenovice. Trakten runt Křenovice består till största delen av jordbruksmark.